# Scopula gazellaria
Scopula gazellaria är en fjärilsart som beskrevs av Hans Daniel Johan Wallengren 1863. Scopula gazellaria ingår i släktet Scopula och familjen mätare. Inga underarter finns listade.